# Monte das Vacas
Le Monte das Vacas (littéralement « mont des Vaches »)  est une montagne située dans la partie sud-est de l'île de Santiago au Cap-Vert.

## Géographie
Le mont se trouve à 2 km au sud du village Ribeirão Chiqueiro de la municipalité de São Domingos et à 8 km du centre-ville de la capitale Praia. 
Culminant à 437 mètres d'altitude,  le mont est d'origine volcanique et s'est formé il y a 1,1 à 0,7 million d'années.